# 龙山街道 (北京市)
龙山街道，是中华人民共和国北京市怀柔区下辖的一个街道办事处。

## 行政区划
龙山街道下辖以下地区：
商业街社区、南城社区、车站路社区、龙湖新村社区、南华园一区社区、丽湖社区、南华园四区社区、望怀社区、西园社区、迎宾路社区、南华园三区社区、龙祥社区、东关村、南关村、东大街村和下元村。